# FAカップ2017-2018
FAカップ2017-2018は、2017年8月5日から2018年5月19日の期間に開催される、通算137回目のFAカップである。チェルシーが6大会ぶり8回目の優勝を果たした。

## 日程
| 試合     | 組み合わせ抽選会 | 開催日                | 備考                                               |
| -------- | ---------------- | --------------------- | -------------------------------------------------- |
| 予選     |                  | 2017年8月5日-10月14日 | 5部～10部参加                                      |
| 1回戦    | 2017年10月16日   | 2017年11月3日-6日     | リーグ1 (3部)、リーグ2 (4部)、予選勝者参加         |
| 2回戦    | 2017年11月6日    | 2017年12月1日-4日     |                                                    |
| 3回戦    | 2017年12月4日    | 2018年1月5日-8日      | プレミアリーグ (1部)、チャンピオンシップ (2部)参加 |
| 4回戦    | 2018年1月8日     | 2018年1月26日-28日    |                                                    |
| 5回戦    | 2018年1月29日    | 2018年2月16日-19日    |                                                    |
| 準々決勝 | 2018年2月18日    | 2018年3月17日・18日   |                                                    |
| 準決勝   | 2018年3月18日    | 2018年4月21日・22日   |                                                    |
| 決勝     | 2018年3月18日    | 2018年5月19日         |                                                    |

## 予選
イングランドの5部～10部の各ディビジョンに所属するクラブが参加。予備予選1回戦、同2回戦、予選1回戦、予選2回戦、予選3回戦、予選４回戦の計6回戦制で、最終の予選4回戦に勝利した32クラブが本戦に参加する権利を得る。
| 5部 16クラブ | 6部 8クラブ | 7部以下 8クラブ |
| - AFCフィルド - オールダーショット・タウン - ボレアム・ウッド - ブロムリー - エブスフリート・ユナイテッド - ゲーツヘッド - ギーズリー - ハートリプール・ユナイテッド - レイトン・オリエント - マクルズフィールド・タウン - メイデンヘッド・ユナイテッド - メイドストーン・ユナイテッド - ソーリハル・ムーアズ - サットン・ユナイテッド - トレンメア・ローヴァーズ - ウォキング | - チェルムスフォード・シティ - チョーリー - ダートフォード - ゲインズバラ・トリニティ - キダーミンスター・ハリアーズ - オックスフォード・シティ - テルフォード・ユナイテッド - トゥルーロ・シティ | 7部 - ビラリキー・タウン - ヘレフォード - リアザーヘッド - ナントウィッチ・タウン - ショーン・レーン - スロウ・タウン 8部 - ヘイブリッジ・スウィフツ - ハイド・ユナイテッド 9部 - 予選勝ち上がりクラブなし 10部 - 予選勝ち上がりクラブなし |

## 1回戦
組み合わせ抽選会は、2017年10月17日に行われた。このラウンドからは、リーグ1 (3部)の24クラブ、リーグ2 (4部)の24クラブと、予選を勝ち上がった32クラブが参加する。なお、勝ち残っているクラブで最も低いディビジョンのクラブは、8部に所属するヘイブリッジ・スウィフツとハイド・ユナイテッド (イスミアンリーグ・ディヴィジョン1・ノース)・(ノーザンプレミアリーグ・ディヴィジョン1・ノース)である。
| プレミアリーグ (1部) | チャンピオンシップ (2部) | リーグ1 (3部) | リーグ2 (4部) | 予選 (5部以下) | 合計      |
| -------------------- | ------------------------ | ------------- | ------------- | -------------- | --------- |
| 20 / 20              | 24 / 24                  | 24 / 24       | 24 / 24       | 32 / 32        | 124 / 124 |

| チーム #1                            | スコア         | チーム #2                          | レポート |
| ------------------------------------ | -------------- | ---------------------------------- | -------- |
| 2017年11月3日                        |                |                                    |          |
| ポート・ヴェイル (4)                 | 2 - 0          | オックスフォード・ユナイテッド (3) | レポート |
| ノッツ・カウンティ (4)               | 4 - 2          | ブリストル・ローヴァーズ (3)       | レポート |
| ハイド・ユナイテッド (8)             | 0 - 4          | ミルトン・キーンズ・ドンズ (3)     | レポート |
| 2017年11月4日                        |                |                                    |          |
| ショーン・レーン (7)                 | 1 - 3          | マンスフィールド・タウン (4)       | レポート |
| スティヴネイジ (4)                   | 5 - 0          | ショーン・レーン (7)               | レポート |
| ブラッドフォード・シティ (3)         | 2 - 0          | チェスターフィールド (4)           | レポート |
| モアカム (4)                         | 3 - 0          | ハートリプール・ユナイテッド (5)   | レポート |
| ヨーヴィル・タウン (4)               | 1 - 0          | サウスエンド・ユナイテッド (3)     | レポート |
| ピーターバラ・ユナイテッド (3)       | 1 - 1 (再試合) | トレンメア・ローヴァーズ (5)       | レポート |
| フォレストグリーン・ローヴァーズ (4) | 1 - 0          | マクルズフィールド・タウン (5)     | レポート |
| AFCフィルド (5)                      | 4 - 2          | キダーミンスター・ハリアーズ (6)   | レポート |
| ルートン・タウン (4)                 | 1 - 0          | ポーツマス (3)                     | レポート |
| シュルーズベリー・タウン (3)         | 5 - 0          | オールダーショット・タウン (5)     | レポート |
| ヘレフォード (7)                     | 1 - 0          | テルフォード・ユナイテッド (6)     | レポート |
| ブラックバーン・ローヴァーズ (3)     | 3 - 1          | バーネット (4)                     | レポート |
| エブスフリート・ユナイテッド (5)     | 2 - 6          | ドンカスター・ローヴァーズ (3)     | レポート |
| ボレアム・ウッド (5)                 | 2 - 1          | ブラックプール (3)                 | レポート |
| コルチェスター・ユナイテッド (4)     | 0 - 1          | オックスフォード・シティ (6)       | レポート |
| プリマス・アーガイル (3)             | 1 - 0          | グリムズビー・タウン (4)           | レポート |
| AFCウィンブルドン (3)                | 1 - 0          | リンカーン・シティ (4)             | レポート |
| ロッチデール (3)                     | 4 - 0          | ブロムリー (5)                     | レポート |
| カーライル・ユナイテッド (3)         | 3 - 2          | オールダム・アスレティック (3)     | レポート |
| チェルトナム・タウン (4)             | 2 - 4          | メイドストーン・ユナイテッド (5)   | レポート |
| クルー・アレクサンドラ (4)           | 2 - 1          | ロザラム・ユナイテッド (3)         | レポート |
| ジリンガム (3)                       | 2 - 1          | レイトン・オリエント (5)           | レポート |
| ゲインズバラ・トリニティ (6)         | 0 - 6          | スロウ・タウン (7)                 | レポート |
| ノーサンプトン・タウン (3)           | 0 - 0 (再試合) | スカンソープ・ユナイテッド (3)     | レポート |
| ウィガン・アスレティック (3)         | 2 - 1          | クローリー・タウン (4)             | レポート |
| ゲーツヘッド (5)                     | 2 - 0          | チェルムスフォード・シティ (6)     | レポート |
| ニューポート・カウンティ (4)         | 2 - 1          | ウォルソール (3)                   | レポート |
| 2017年11月5日                        |                |                                    |          |
| ケンブリッジ・ユナイテッド (4)       | 1 - 0          | サットン・ユナイテッド (5)         | レポート |
| ギーズリー (5)                       | 0 - 0 (再試合) | アクリントン・スタンリー (4)       | レポート |
| リアザーヘッド (7)                   | 1 - 1 (再試合) | ビラリキー・タウン (7)             | レポート |
| コヴェントリー・シティ (4)           | 2 - 0          | メイデンヘッド・ユナイテッド (5)   | レポート |
| ダートフォード (6)                   | 1 - 5          | スウィンドン・タウン (4)           | レポート |
| ウォキング (5)                       | 1 - 1 (再試合) | ベリー (3)                         | レポート |
| ソーリハル・ムーアズ (5)             | 0 - 2          | ウィコム・ワンダラーズ (4)         | レポート |
| チャールトン・アスレティック (3)     | 3 - 1          | トゥルーロ・シティ (6)             | レポート |
| エクセター・シティ (4)               | 3 - 1          | ヘイブリッジ・スウィフツ (8)       | レポート |
| 2017年11月6日                        |                |                                    |          |
| チョーリー (5)                       | 1 - 2          | フリートウッド・タウン (3)         | レポート |

### 再試合
| チーム #1                      | スコア                 | チーム #2                      | レポート |
| ------------------------------ | ---------------------- | ------------------------------ | -------- |
| 2017年11月14日                 |                        |                                |          |
| アクリントン・スタンリー (4)   | 1 - 1 (延長) (3-4 (p)) | ギーズリー (5)                 | レポート |
| ベリー (3)                     | 0 - 3                  | ウォキング (5)                 | レポート |
| スカンソープ・ユナイテッド (3) | 1 - 0                  | ノーサンプトン・タウン (3)     | レポート |
| 2017年11月15日                 |                        |                                |          |
| トレンメア・ローヴァーズ (5)   | 0 - 5                  | ピーターバラ・ユナイテッド (3) | レポート |
| 2017年11月16日                 |                        |                                |          |
| ビラリキー・タウン (7)         | 1 - 3                  | リアザーヘッド (7)             | レポート |

## 2回戦
組み合わせ抽選会は、2017年11月6日に行われた。勝ち残っているクラブで最も低いディビジョンのクラブは、7部に所属するヘレフォードとハイド・ユナイテッドとリアザーヘッド (イスミアンリーグ・ディヴィジョン1・ノース)・(ノーザンプレミアリーグ・ディヴィジョン1・ノース)である。
| プレミアリーグ (1部) | チャンピオンシップ (2部) | リーグ1 (3部) | リーグ2 (4部) | 予選 (5部以下) | 合計     |
| -------------------- | ------------------------ | ------------- | ------------- | -------------- | -------- |
| 20 / 20              | 24 / 24                  | 15 / 24       | 15 / 24       | 10 / 32        | 84 / 124 |

| チーム #1                            | スコア         | チーム #2                        | レポート |
| ------------------------------------ | -------------- | -------------------------------- | -------- |
| 2017年12月1日                        |                |                                  |          |
| AFCフィルド (5)                      | 1 - 1 (再試合) | ウィガン・アスレティック (3)     | レポート |
| 2017年12月2日                        |                |                                  |          |
| ノッツ・カウンティ (4)               | 3 - 2          | オックスフォード・シティ (6)     | レポート |
| ミルトン・キーンズ・ドンズ (3)       | 4 - 1          | メイドストーン・ユナイテッド (5) | レポート |
| ポート・ヴェイル (4)                 | 1 - 1 (再試合) | ヨーヴィル・タウン (4)           | レポート |
| シュルーズベリー・タウン (3)         | 2 - 0          | モアカム (4)                     | レポート |
| スティヴネイジ (4)                   | 5 - 2          | スウィンドン・タウン (4)         | レポート |
| ブラッドフォード・シティ (3)         | 3 - 1          | プリマス・アーガイル (3)         | レポート |
| ジリンガム (3)                       | 1 - 1 (再試合) | カーライル・ユナイテッド (3)     | レポート |
| フォレストグリーン・ローヴァーズ (4) | 3 - 3 (再試合) | エクセター・シティ (4)           | レポート |
| フリートウッド・タウン (3)           | 1 - 1 (再試合) | ヘレフォード (7)                 | レポート |
| 2017年12月3日                        |                |                                  |          |
| ウォキング (5)                       | 1 - 1 (再試合) | ピーターバラ・ユナイテッド (3)   | レポート |
| ニューポート・カウンティ (4)         | 2 - 0          | ケンブリッジ・ユナイテッド (4)   | レポート |
| ウィコム・ワンダラーズ (4)           | 4 - 1          | リアザーヘッド (7)               | レポート |
| ドンカスター・ローヴァーズ (3)       | 3 - 0          | スカンソープ・ユナイテッド (3)   | レポート |
| AFCウィンブルドン (3)                | 3 - 1          | チャールトン・アスレティック (3) | レポート |
| マンスフィールド・タウン (4)         | 3 - 0          | ギーズリー (5)                   | レポート |
| ゲーツヘッド (5)                     | 0 - 5          | ルートン・タウン (4)             | レポート |
| ブラックバーン・ローヴァーズ (3)     | 3 - 3 (再試合) | クルー・アレクサンドラ (4)       | レポート |
| コヴェントリー・シティ (4)           | 3 - 0          | ボレアム・ウッド (5)             | レポート |
| 2017年12月4日                        |                |                                  |          |
| スロウ・タウン (7)                   | 0 - 4          | ロッチデール (3)                 | レポート |

### 再試合
| チーム #1                      | スコア       | チーム #2                            | レポート |
| ------------------------------ | ------------ | ------------------------------------ | -------- |
| 2017年12月12日                 |              |                                      |          |
| ピーターバラ・ユナイテッド (3) | 5 - 2        | ウォキング (5)                       | レポート |
| ヨーヴィル・タウン (4)         | 3 - 2 (延長) | ポート・ヴェイル (4)                 | レポート |
| ウィガン・アスレティック (3)   | 3 - 2        | AFCフィルド (5)                      | レポート |
| エクセター・シティ (4)         | 2 - 1 (延長) | フォレストグリーン・ローヴァーズ (4) | レポート |
| 2017年12月13日                 |              |                                      |          |
| クルー・アレクサンドラ (4)     | 0 - 1        | ブラックバーン・ローヴァーズ (3)     | レポート |
| 2017年12月14日                 |              |                                      |          |
| ヘレフォード (7)               | 0 - 2        | フリートウッド・タウン (3)           | レポート |
| 2017年12月19日                 |              |                                      |          |
| カーライル・ユナイテッド (3)   | 3 - 1        | ジリンガム (3)                       | レポート |

## 3回戦
組み合わせ抽選会は、2017年12月4日に行われた。このラウンドから、プレミアリーグ (1部)の20クラブ、チャンピオンシップ (2部)の24クラブが参加する。なお、勝ち残っているクラブで最も低いディビジョンのクラブは、4部に所属する8クラブ (フットボールリーグ2)である。また、ブライトン&ホーヴ・アルビオン対クリスタル・パレス戦からビデオ・アシスタント・レフェリー (VAR)が使用される。
| 2018年1月5日 | リヴァプール (1)                           | 2 - 1    | エヴァートン (1)  | リヴァプール                                                       |  |
| 19:55        | ミルナー 35分 (pen.) · ファン・ダイク 84分 | レポート | シグルズソン 67分 | 競技場: アンフィールド 観客数: 52,513人 主審: ロバート・マッドレー |  |

| 2018年1月5日 | マンチェスター・ユナイテッド (1) | 2 - 0    | ダービー・カウンティ (2) | マンチェスター                                                             |  |
| 20:00        | リンガード 84分 · ルカク 90分    | レポート |                          | 競技場: オールド・トラッフォード 観客数: 73,899人 主審: ケヴィン・フレンド |  |

| 2018年1月6日 | フリートウッド・タウン (3) | 0 - 0 (再試合) | レスター・シティ (1) | フリートウッド                                                          |  |
| 12:45        |                            | レポート       |                      | 競技場: ハイベリー・スタジアム 観客数: 5,001人 主審: サイモン・クーパー |  |

| 2018年1月6日 | ミドルズブラ (2)                          | 2 - 0    | サンダーランド (2) | ミドルズブラ                                                                 |  |
| 13:00        | ジェストゥード 10分 · ブライトバイテ 42分 | レポート |                    | 競技場: リヴァーサイド・スタジアム 観客数: 26,399人 主審: クリス・カヴァナー |  |

| 2018年1月6日 | イプスウィッチ・タウン (2) | 0 - 1    | シェフィールド・ユナイテッド (2) | イプスウィッチ                                                       |  |
| 15:00        |                            | レポート | トーマス 25分                    | 競技場: ポートマン・ロード 観客数: 12,057人 主審: マイク・ジョーンズ |  |

| 2018年1月6日 | ワトフォード (1)                                | 3 - 0    | ブリストル・シティ (2) | ワトフォード                                                           |  |
| 15:00        | カリージョ 37分 · ディーニー 57分 · カプエ 85分 | レポート |                        | 競技場: ヴィカレージ・ロード 観客数: 13,269人 主審: クレイグ・ポーソン |  |

| 2018年1月6日 | バーミンガム・シティ (2) | 1 - 0    | バートン・アルビオン (2) | バーミンガム                                                                          |  |
| 15:00        | ギャラガー 56分          | レポート |                          | 競技場: セント・アンドルーズ・スタジアム 観客数: 7,623人 主審: ジェレミー・シンプソン |  |

| 2018年1月6日 | アストン・ヴィラ (2) | 1 - 3    | ピーターバラ・ユナイテッド (3)              | バーミンガム                                                       |  |
| 15:00        | デイヴィス 8分       | レポート | マリオット 75分, 90+3分 · タファゾリー 83分 | 競技場: ヴィラ・パーク 観客数: 21,677人 主審: ロバート・ジョーンズ |  |

| 2018年1月6日 | ボーンマス (1)               | 2 - 2 (再試合) | ウィガン・アスレティック (3)            | ボーンマス                                                                  |  |
| 15:00        | ムセ 55分 · S・クック 90+2分 | レポート       | グリッグ 4分 · ハインドマン 29分 (o.g.) | 競技場: バイタリティ・スタジアム 観客数: 9,894人 主審: アンディ・マッドレー |  |

| 2018年1月6日 | コヴェントリー・シティ (4)    | 2 - 1    | ストーク・シティ (1) | コヴェントリー                                                           |  |
| 15:00        | ウィリス 24分 · グリマー 68分 | レポート | アダム 54分 (pen.)   | 競技場: リコー・アリーナ 観客数: 14,199人 主審: マーティン・アトキンソン |  |

| 2018年1月6日 | ボルトン・ワンダラーズ (2) | 1 - 2    | ハダースフィールド・タウン (1)            | ボルトン                                                               |  |
| 15:00        | オセデ 64分                | レポート | ファン・ラ・パラ 51分 · ウィリアムズ 52分 | 競技場: マクロン・スタジアム 観客数: 11,574人 主審: ロジャー・イースト |  |

| 2018年1月6日 | ヨーヴィル・タウン (4)        | 2 - 0    | ブラッドフォード・シティ (3) | ヨーヴィル                                                                      |  |
| 15:00        | バーンズ 61分 · グリーン 76分 | レポート |                              | 競技場: ハイッシュ・パーク・スタジアム 観客数: 3,040人 主審: ジョン・ブルックス |  |

| 2018年1月6日 | ブレントフォード (2) | 0 - 1    | ノッツ・カウンティ (4) | ロンドン                                                            |  |
| 15:00        |                      | レポート | ステッド 65分          | 競技場: グリフィン・パーク 観客数: 6,935人 主審: ティム・ロビンソン |  |

| 2018年1月6日 | クイーンズ・パーク・レンジャーズ (2) | 0 - 1    | ミルトン・キーンズ・ドンズ (3) | ロンドン                                                              |  |
| 15:00        |                                      | レポート | シセ 60分                      | 競技場: ロフタス・ロード 観客数: 6,314人 主審: ジェームズ・リニントン |  |

| 2018年1月6日 | エクセター・シティ (4) | 0 - 2    | ウェスト・ブロムウィッチ・アルビオン (1) | エクセター                                                              |  |
| 15:00        |                        | レポート | ロンドン 2分 · ロドリゲス 25分           | 競技場: セント・ジェームズ・パーク 観客数: 5,638人 主審: リー・メイソン |  |

| 2018年1月6日 | ドンカスター・ローヴァーズ (3) | 0 - 1    | ロッチデール (3)  | ドンカスター                                                                |  |
| 15:00        |                                | レポート | アンドリュー 18分 | 競技場: キープモート・スタジアム 観客数: 4,513人 主審: アンディ・ウールマー |  |

| 2018年1月6日 | ブラックバーン・ローヴァーズ (3) | 0 - 1    | ハル・シティ (2) | ブラックバーン                                                              |  |
| 15:00        |                                  | レポート | アイナ 58分      | 競技場: イーウッド・パーク 観客数: 6,777人 主審: オリヴァー・ラングフォード |  |

| 2018年1月6日 | カーディフ・シティ (2) | 0 - 0 (再試合) | マンスフィールド・タウン (4) | カーディフ                                                                      |  |
| 15:00        |                        |                |                              | 競技場: カーディフ・シティ・スタジアム 観客数: 6,378人 主審: リー・プロヴァート |  |

| 2018年1月6日 | マンチェスター・シティ (1)                    | 4 - 1    | バーンリー (1) | マンチェスター                                                           |  |
| 15:00        | アグエロ 56分, 58分 · サネ 71分 · シウバ 82分 | レポート | バーンズ 25分  | 競技場: エティハド・スタジアム 観客数: 53,356人 主審: グレアム・スコット |  |

| 2018年1月6日 | ウルヴァーハンプトン・ワンダラーズ (2) | 0 - 0 (再試合) | スウォンジー・シティ (1) | ウルヴァーハンプトン                                                       |  |
| 15:00        |                                        | レポート       |                          | 競技場: モリニュー・スタジアム 観客数: 22,976人 主審: アンソニー・テイラー |  |

| 2018年1月6日 | スティヴネイジ (4) | 0 - 0 (再試合) | レディング (2) | スティーブニッジ                                                  |  |
| 15:00        |                    | レポート       |                | 競技場: ラメックス・スタジアム 観客数: 3,877人 主審: ベン・トナー |  |

| 2018年1月6日 | ニューカッスル・ユナイテッド (1)      | 3 - 1    | ルートン・タウン (4) | ニューカッスル・アポン・タイン                                                   |  |
| 15:00        | ペレス 30分, 36分 · シェルヴェイ 39分 | レポート | ハイルトン 49分      | 競技場: セント・ジェームズ・パーク 観客数: 47,069人 主審: ニール・スワーブリック |  |

| 2018年1月6日 | ミルウォール (2)                                                | 4 - 1    | バーンズリー (2) | ロンドン                                              |  |
| 15:00        | オブライエン 35分, 56分 · トンプソン 47分 · オニエディンマ 61分 | レポート | ポッツ 11分      | 競技場: ザ・デン 観客数: 5,319人 主審: ダレン・ボンド |  |

| 2018年1月6日 | フラム (2) | 0 - 1    | サウサンプトン (1)      | ロンドン                                                                 |  |
| 15:00        |            | レポート | ウォード＝プラウズ 29分 | 競技場: クレイヴン・コテージ 観客数: 17,327人 主審: マイケル・オリヴァー |  |

| 2018年1月6日 | ウィコム・ワンダラーズ (4) | 1 - 5    | プレストン・ノース・エンド (2)                                  | ハイ・ウィカム                                                    |  |
| 15:00        | オニアン 45+1分            | レポート | ハロップ 2分, 85分 · ブラウン 38分, 78分 (pen.) · ホーガン 85分 | 競技場: アダムス・パーク 観客数: 4,928人 主審: ピーター・バンクス |  |

| 2018年1月6日 | カーライル・ユナイテッド (3) | 0 - 0 (再試合) | シェフィールド・ウェンズデイ (2) | カーライル                                                            |  |
| 15:00        |                              | レポート       |                                  | 競技場: ブラントン・パーク 観客数: 7,793人 主審: デイヴィッド・ウェブ |  |

| 2018年1月6日 | ノリッジ・シティ (2) | 0 - 0 (再試合) | チェルシー (1) | ノリッジ                                                                   |  |
| 17:30        |                      | レポート       |                | 競技場: キャロウ・ロード 観客数: 23,598人 主審: ステュアート・アットウェル |  |

| 2018年1月7日 | ニューポート・カウンティ (4)                 | 2 - 1    | リーズ・ユナイテッド (2) | ニューポート                                                      |  |
| 12:00        | ショーネシー 76分 (o.g.) · マクルスキー 89分 | レポート | ベラルディ 9分           | 競技場: ロドニー・パレード 観客数: 6,887人 主審: マイク・ディーン |  |

| 2018年1月7日 | シュルーズベリー・タウン (3) | 0 - 0 (再試合) | ウェストハム・ユナイテッド (1) | シュルーズベリー                                                      |  |
| 14:00        |                              | レポート       |                                | 競技場: グリーンハス・メドー 観客数: 9,535人 主審: ポール・ティアニー |  |

| 2018年1月7日 | トッテナム・ホットスパー (1)            | 3 - 0    | AFCウィンブルドン (3) | ウェンブリー                                                                 |  |
| 15:00        | ケイン 63分, 65分 · フェルトンゲン 71分 | レポート |                       | 競技場: ウェンブリー・スタジアム 観客数: 47,527人 主審: デイヴィッド・クート |  |

| 2018年1月7日 | ノッティンガム・フォレスト (2)                                      | 4 - 2    | アーセナル (1)                          | ノッティンガム                                                     |  |
| 16:00        | リーハイ 20分, 44分 · ブレアトン 64分 (pen.) · ダウエル 85分 (pen.) | レポート | メルテザッカー 23分 · ウェルベック 79分 | 競技場: シティ・グラウンド 観客数: 27,182人 主審: ジョナサン・モス |  |

| 2018年1月8日 | ブライトン&ホーヴ・アルビオン (1) | 2 - 1    | クリスタル・パレス (1) | ブライトン&ホヴ                         |  |
| 19:45        | スティーヴンス 25分 · マレー 87分 | レポート | B・サコ 69分           | 競技場: AMEXスタジアム 観客数: 14,507人 |  |

### 再試合
| 2018年1月16日 | レスター・シティ (1)    | 2 - 0    | フリートウッド・タウン (3) | レスター                                                                   |  |
| 19:45         | イヘアナチョ 43分, 77分 | レポート |                            | 競技場: キング・パワー・スタジアム 観客数: 17,237人 主審: ジョナサン・モス |  |

| 2018年1月16日 | マンスフィールド・タウン (4) | 1 - 4    | カーディフ・シティ (2)                                  | マンスフィールド                                                              |  |
| 19:45         | ローズ 35分                  | レポート | マンガ 34分 · ホイレット 66分, 89分 · ピルキントン 71分 | 競技場: ワン・コール・スタジアム 観客数: 5,746人 主審: ジェフ・エルトリンガム |  |

| 2018年1月16日 | ウェストハム・ユナイテッド (1) | 1 - 0 (延長) | シュルーズベリー・タウン (3) | ロンドン                                                                   |  |
| 19:45         | バーク 112分                   | レポート     |                              | 競技場: ロンドン・スタジアム 観客数: 39,867人 主審: ジェレミー・シンプソン |  |

| 2018年1月16日 | シェフィールド・ウェンズデイ (2) | 2 - 0    | カーライル・ユナイテッド (3) | シェフィールド                                                                 |  |
| 19:45         | マティアス 28分 · ヌヒウ 66分    | レポート |                              | 競技場: ヒルズボロ・スタジアム 観客数: 12,003人 主審: マイケル・ソールズベリー |  |

| 2018年1月16日 | レディング (2)                  | 3 - 0    | スティヴネイジ (4) | レディング                                                                |  |
| 20:00         | ベズヴァルソン 32分, 44分, 64分 | レポート |                    | 競技場: マデイスキー・スタジアム 観客数: 4,986人 主審: ティム・ロビンソン |  |

| 2018年1月17日 | ウィガン・アスレティック (3)               | 3 - 0    | ボーンマス (1) | ウィガン                                                              |  |
| 19:45         | モーシー 9分 · バーン 73分 · エルダー 76分 | レポート |                | 競技場: DWスタジアム 観客数: 4,709人 主審: スチュアート・アットウェル |  |

| 2018年1月17日 | スウォンジー・シティ (1)       | 2 - 1    | ウルヴァーハンプトン・ワンダラーズ (2) | スウォンジー                                                          |  |
| 19:45         | J・アイェウ 11分 · ボニー 69分 | レポート | ジョッタ 66分                          | 競技場: リバティ・スタジアム 観客数: 8,294人 主審: クリス・カヴァナー |  |

| 2018年1月17日                                              | チェルシー (1)  | 1 - 1 (延長) (5 - 3 PK戦)                       | ノリッジ・シティ (2) | ロンドン                                                                   |  |
| 19:45                                                      | バチュアイ 55分 | レポート                                        | ルイス 90+4分        | 競技場: スタンフォード・ブリッジ 観客数: 39,864人 主審: グレアム・スコット |  |
|                                                            |                 | PK戦                                            |                      |                                                                            |  |
| ウィリアン ダヴィド・ルイス アスピリクエタ カンテ アザール |                 | オリヴェイラ マディソン ヴランチッチ マーフィー |                      |                                                                            |  |

## 4回戦
組み合わせ抽選会は、2018年1月8日に行われた。
| 2018年1月26日 | シェフィールド・ウェンズデイ (2) | 3 - 1    | レディング (2)       | シェフィールド                                                           |  |
| 19:45         | ヌヒウ 29分, 53分 · ボイド 61分  | レポート | ドーソン 87分 (o.g.) | 競技場: ヒルズボロ・スタジアム 観客数: 14,848人 主審: ジョン・ブルックス |  |

| 2018年1月26日 | ヨーヴィル・タウン (4) | 0 - 4    | マンチェスター・ユナイテッド (1)                                        | ヨーヴィル                                                                      |  |
| 19:55         |                        | レポート | ラッシュフォード 41分 · エレーラ 61分 · リンガード 89分 · ルカク 90+3分 | 競技場: ハイッシュ・パーク・スタジアム 観客数: 9,195人 主審: ポール・ティアニー |  |

| 2018年1月27日 | ピーターバラ・ユナイテッド (3) | 1 - 5    | レスター・シティ (1)                                             | ピーターバラ                                                                     |  |
| 12:30         | ヒューズ 58分                  | レポート | ディアバテ 9分, 87分 · イヘアナチョ 12分, 29分 · ディディ 90+2分 | 競技場: ロンドン・ロード・スタジアム 観客数: 13,193人 主審: マイケル・オリヴァー |  |

| 2018年1月27日 | ハダースフィールド・タウン (1) | 1 - 1 (再試合) | バーミンガム・シティ (2) | ハダースフィールド                                                                 |  |
| 15:00         | ムニエ 21分                    | レポート       | ユトキエヴィッツ 54分    | 競技場: ジョン・スミスズ・スタジアム 観客数: 13,047人 主審: ニール・スワーブリック |  |

| 2018年1月27日 | ノッツ・カウンティ (4) | 1 - 1 (再試合) | スウォンジー・シティ (1) | ノッティンガム                                                  |  |
| 15:00         | ステッド 62分          | レポート       | ナルシン 45分            | 競技場: メドウ・レーン 観客数: 9,802人 主審: マイク・ジョーンズ |  |

| 2018年1月27日 | ミルトン・キーンズ・ドンズ (3) | 0 - 1    | コヴェントリー・シティ (4) | ミルトン・キーンズ                                              |  |
| 15:00         |                                | レポート | ビアモウ 64分              | 競技場: スタジアム:mk 観客数: 14,925人 主審: ピーター・バンクス |  |

| 2018年1月27日 | ミルウォール (2)                       | 2 - 2 (再試合) | ロッチデール (3)                | ロンドン                                                    |  |
| 15:00         | ウォレス 17分 (pen.) · トンプソン 90分 | レポート       | ヘンダーソン 32分 · ドーン 53分 | 競技場: ザ・デン 観客数: 8,346人 主審: アンディ・マッドレー |  |

| 2018年1月27日 | サウサンプトン (1) | 1 - 0    | ワトフォード (1) | サウサンプトン                                                                   |  |
| 15:00         | スティーヴンス 4分 | レポート |                  | 競技場: セント・メリーズ・スタジアム 観客数: 25,195人 主審: ロバート・マッドレー |  |

| 2018年1月27日 | ミドルズブラ (2) | 0 - 1    | ブライトン&ホーヴ・アルビオン (1) | ミドルズブラ                                                                   |  |
| 15:00         |                  | レポート | マレー 90分                       | 競技場: リヴァーサイド・スタジアム 観客数: 20,475人 主審: アンソニー・テイラー |  |

| 2018年1月27日 | ウィガン・アスレティック (3) | 2 - 0    | ウェストハム・ユナイテッド (1) | ウィガン                                                       |  |
| 15:00         | グリッグ 7分, 62分 (pen.)    | レポート |                                | 競技場: DWスタジアム 観客数: 14,194人 主審: クリス・カヴァナー |  |

| 2018年1月27日 | ハル・シティ (2)                | 2 - 1    | ノッティンガム・フォレスト (2) | キングストン・アポン・ハル                                               |  |
| 15:00         | ボーウェン 13分 · ディッコ 40分 | レポート | ヴェリオス 88分                | 競技場: KCOMスタジアム 観客数: 13,450人 主審: ステュアート・アットウェル |  |

| 2018年1月27日 | シェフィールド・ユナイテッド (2) | 1 - 0    | プレストン・ノース・エンド (2) | シェフィールド                                                       |  |
| 15:00         | シャープ 80分 (pen.)             | レポート |                                | 競技場: ブラモール・レーン 観客数: 15,680人 主審: グレアム・スコット |  |

| 2018年1月27日 | ニューポート・カウンティ (4) | 1 - 1 (再試合) | トッテナム・ホットスパー (1) | ニューポート                                                        |  |
| 17:30         | アモンド 38分                | レポート       | ケイン 82分                  | 競技場: ロドニー・パレード 観客数: 9,836人 主審: ロジャー・イースト |  |

| 2018年1月27日 | リヴァプール (1)               | 2 - 3    | ウェスト・ブロムウィッチ・アルビオン (1)      | リヴァプール                                                     |  |
| 19:45         | フィルミーノ 5分 · サラー 78分 | レポート | ロドリゲス 7分, 11分 · マティプ 45+2分 (o.g.) | 競技場: アンフィールド 観客数: 53,342人 主審: クレイグ・ポーソン |  |

| 2018年1月28日 | チェルシー (1)                        | 3 - 0    | ニューカッスル・ユナイテッド (1) | ロンドン                                                                   |  |
| 13:30         | バチュアイ 31分, 44分 · アロンソ 72分 | レポート |                                  | 競技場: スタンフォード・ブリッジ 観客数: 41,049人 主審: ケヴィン・フレンド |  |

| 2018年1月28日 | カーディフ・シティ (2) | 0 - 2    | マンチェスター・シティ (1)           | カーディフ                                                                   |  |
| 16:00         |                        | レポート | デ・ブライネ 8分 · スターリング 37分 | 競技場: カーディフ・シティ・スタジアム 観客数: 32,339人 主審: リー・メイソン |  |

### 再試合
| 2018年2月6日 | バーミンガム・シティ (2) | 1 - 4 (延長) | ハダースフィールド・タウン (1)                                            | バーミンガム                                                                       |  |
| 19:45        | アダムス 52分            | レポート     | ロバーツ 60分 (o.g.) · ムニエ 94分 · ファン・ラ・パラ 97分 · インス 106分 | 競技場: セント・アンドルーズ・スタジアム 観客数: 13,175人 主審: ポール・ティアニー |  |

| 2018年2月6日 | ロッチデール (3)  | 1 - 0    | ミルウォール (2) | ロッチデール                                                                |  |
| 19:45        | ヘンダーソン 53分 | レポート |                  | 競技場: クラウン・オイル・アリーナ 観客数: 2,790人 主審: ティム・ロビンソン |  |

| 2018年2月6日 | スウォンジー・シティ (1)                                                                                            | 8 - 1    | ノッツ・カウンティ (4) | スウォンジー                                                                |  |
| 20:05        | アブラハム 18分, 45+3分 · ダイアー 20分, 30分 · ノートン 53分 · ラウトリッジ 57分 · キャロル 65分 · ジェームズ 82分 | レポート | フシン 35分            | 競技場: リバティ・スタジアム 観客数: 7,822人 主審: マーティン・アトキンソン |  |

| 2018年2月7日 | トッテナム・ホットスパー (1)       | 2 - 0    | ニューポート・カウンティ (4) | ウェンブリー                                                                       |  |
| 19:45        | バトラー 26分 (o.g.) · ラメラ 34分 | レポート |                              | 競技場: ウェンブリー・スタジアム 観客数: 38,947人 主審: ステュアート・アットウェル |  |

## 5回戦
組み合わせ抽選会は、2018年1月29日に行われた。
| 2018年2月16日 | レスター・シティ (1) | 1 - 0    | シェフィールド・ユナイテッド (2) | レスター                                                                 |  |
| 19:45         | ヴァーディ 66分      | レポート |                                  | 競技場: キング・パワー・スタジアム 観客数: 28,836人 主審: リー・メイソン |  |

| 2018年2月16日 | チェルシー (1)                                   | 4 - 0    | ハル・シティ (2) | ロンドン                                                                   |  |
| 20:00         | ウィリアン 2分, 32分 · ペドロ 27分 · ジルー 42分 | レポート |                  | 競技場: スタンフォード・ブリッジ 観客数: 39,591人 主審: アンドレ・マリナー |  |

| 2018年2月17日 | シェフィールド・ウェンズデイ (2) | 0 - 0 (再試合) | スウォンジー・シティ (1) | シェフィールド                                                           |  |
| 12:30         |                                  | レポート       |                          | 競技場: ヒルズボロ・スタジアム 観客数: 19,427人 主審: ポール・ティアニー |  |

| 2018年2月17日 | ウェスト・ブロムウィッチ・アルビオン (1) | 1 - 2    | サウサンプトン (1)            | ウェスト・ブロムウィッチ                                         |  |
| 15:00         | ロンドン 58分                            | レポート | フート 11分 · タディッチ 56分 | 競技場: ザ・ホーソンズ 観客数: 17,600人 主審: クリス・カヴァナー |  |

| 2018年2月17日 | ブライトン&ホーヴ・アルビオン (1)                   | 3 - 1    | コヴェントリー・シティ (4) | ブライトン&ホヴ                                                  |  |
| 15:00         | ロカディア 16分 · ゴールドソン 34分 · ウジョア 61分 | レポート | クラーク＝ハリス 77分      | 競技場: AMEXスタジアム 観客数: 26,966人 主審: クレイグ・ポーソン |  |

| 2018年2月17日 | ハダースフィールド・タウン (1) | 0 - 2    | マンチェスター・ユナイテッド (1) | ハダースフィールド                                                             |  |
| 17:30         |                                | レポート | ルカク 3分, 55分                 | 競技場: ジョン・スミスズ・スタジアム 観客数: 17,861人 主審: ケヴィン・フレンド |  |

| 2018年2月18日 | ロッチデール (3)                        | 2 - 2 (再試合) | トッテナム・ホットスパー (1)       | ロッチデール                                                                  |  |
| 16:00         | ヘンダーソン 45分 · デイヴィーズ 90+3分 | レポート       | ルーカス 59分 · ケイン 88分 (pen.) | 競技場: クラウン・オイル・アリーナ 観客数: 8,480人 主審: ロバート・マッドレー |  |

| 2018年2月19日 | ウィガン・アスレティック (3) | 1 - 0    | マンチェスター・シティ (1) | ウィガン                                                         |  |
| 19:55         | グリッグ 79分                | レポート |                            | 競技場: DWスタジアム 観客数: 19,242人 主審: アンソニー・テイラー |  |

### 再試合
| 2018年2月27日 | スウォンジー・シティ (1)         | 2 - 0    | シェフィールド・ウェンズデイ (2) | スウォンジー                                                                  |  |
| 20:05         | J・アイェウ 55分 · ダイアー 80分 | レポート |                                  | 競技場: リバティ・スタジアム 観客数: 8,198人 主審: ステュアート・アットウェル |  |

| 2018年2月28日 | トッテナム・ホットスパー (1)                                                    | 6 - 1    | ロッチデール (3)  | ウェンブリー                                                               |  |
| 19:45         | 孫興民 23分, 65分 · ジョレンテ 47分, 53分, 59分 · ウォーカー＝ピータース 90+3分 | レポート | ハンフリーズ 31分 | 競技場: ウェンブリー・スタジアム 観客数: 24,627人 主審: ポール・ティアニー |  |

## 準々決勝
組み合わせ抽選会は、2018年2月18日に行われた。
| 2018年3月17日 | スウォンジー・シティ (1) | 0 - 3    | トッテナム・ホットスパー (1)          | スウォンジー                                                           |  |
| 12:15         |                          | レポート | エリクセン 11分, 62分 · ラメラ 45+1分 | 競技場: リバティ・スタジアム 観客数: 17,498人 主審: ケヴィン・フレンド |  |

| 2018年3月17日 | マンチェスター・ユナイテッド (1) | 2 - 0    | ブライトン&ホーヴ・アルビオン (1) | マンチェスター                                                             |  |
| 19:45         | ルカク 37分 · マティッチ 83分    | レポート |                                   | 競技場: オールド・トラッフォード 観客数: 74,241人 主審: アンドレ・マリナー |  |

| 2018年3月18日 | ウィガン・アスレティック (3) | 0 - 2    | サウサンプトン (1)                     | ウィガン                                                         |  |
| 13:30         |                              | レポート | ホイビュルク 62分 · C・ソアレス 90+1分 | 競技場: DWスタジアム 観客数: 17,110人 主審: マイケル・オリヴァー |  |

| 2018年3月18日 | レスター・シティ (1) | 1 - 2 (延長) | チェルシー (1)             | レスター                                                                     |  |
| 16:30         | ヴァーディ 76分      | レポート     | モラタ 42分 · ペドロ 105分 | 競技場: キング・パワー・スタジアム 観客数: 31,792人 主審: クレイグ・ポーソン |  |

## 準決勝
組み合わせ抽選会は、2018年3月18日に行われた。
| 2018年4月21日 15:00 |

| チェルシー (1)            | 2 - 0    | サウサンプトン (1) |
| ジルー 46分 · モラタ 82分 | レポート |                    |

| ウェンブリー・スタジアム, ロンドン 観客数: 73,416人 主審: マーティン・アトキンソン |

| 2018年4月21日 17:15 |

| マンチェスター・ユナイテッド (1) | 2 - 1    | トッテナム・ホットスパー (1) |
| サンチェス 24分 · エレーラ 62分  | レポート | アリ 11分                    |

| ウェンブリー・スタジアム, ロンドン 観客数: 84,667人 主審: アンソニー・テイラー |

## 決勝
| 2018年5月19日 17:15 |

| チェルシー (1)       | 1 - 0    | マンチェスター・ユナイテッド (1) |
| アザール 22分 (pen.) | レポート |                                  |

| ウェンブリー・スタジアム, ロンドン 観客数: 87,647人 主審: マイケル・オリヴァー |

| チェルシー | マンチェスター・ユナイテッド |

| GK                 | 13 | ティボ・クルトゥワ       | 90+3分 |        |
| CB                 | 28 | セサル・アスピリクエタ   |        |        |
| CB                 | 24 | ガリー・ケーヒル         |        |        |
| CB                 | 2  | アントニオ・リュディガー |        |        |
| RM                 | 15 | ビクター・モーゼス       |        |        |
| CM                 | 14 | ティエムエ・バカヨコ     |        |        |
| CM                 | 7  | エンゴロ・カンテ         |        |        |
| CM                 | 4  | セスク・ファブレガス     |        |        |
| LM                 | 3  | マルコス・アロンソ       |        |        |
| CF                 | 10 | エデン・アザール         |        | 90+1分 |
| CF                 | 18 | オリヴィエ・ジルー       |        | 89分   |
| サブメンバー       |    |                          |        |        |
| GK                 | 1  | ウィリー・カバジェロ     |        |        |
| DF                 | 21 | ダヴィデ・ザッパコスタ   |        |        |
| DF                 | 50 | トレヴォ・チャロバー     |        |        |
| MF                 | 8  | ロス・バークリー         |        |        |
| MF                 | 11 | ペドロ・ロドリゲス       |        |        |
| MF                 | 22 | ウィリアン               |        | 90+1分 |
| FW                 | 9  | アルバロ・モラタ         |        | 89分   |
| 監督               |    |                          |        |        |
| アントニオ・コンテ |    |                          |        |        |

| GK                   | 1  | ダビド・デ・ヘア           |      |      |
| RB                   | 25 | アントニオ・バレンシア     | 58分 |      |
| CB                   | 12 | クリス・スモーリング       |      |      |
| DF                   | 17 | フィル・ジョーンズ         | 21分 | 87分 |
| LB                   | 18 | アシュリー・ヤング         |      |      |
| CM                   | 21 | アンデル・エレーラ         |      |      |
| CM                   | 31 | ネマニャ・マティッチ       |      |      |
| CM                   | 6  | ポール・ポグバ             |      |      |
| RF                   | 14 | ジェシー・リンガード       |      | 73分 |
| CF                   | 19 | マーカス・ラッシュフォード |      | 72分 |
| LF                   | 7  | アレクシス・サンチェス     |      |      |
| サブメンバー         |    |                            |      |      |
| GK                   | 20 | セルヒオ・ロメロ           |      |      |
| DF                   | 3  | エリック・バイリー         |      |      |
| DF                   | 36 | マッテオ・ダルミアン       |      |      |
| MF                   | 8  | フアン・マタ               |      | 87分 |
| MF                   | 39 | スコット・マクトミネイ     |      |      |
| FW                   | 9  | ロメル・ルカク             |      | 73分 |
| FW                   | 11 | アントニー・マルシャル     |      | 73分 |
| 監督                 |    |                            |      |      |
| ジョゼ・モウリーニョ |    |                            |      |      |

決勝のカードは、決勝の会場､ロンドンを本拠地とする、2年連続の決勝進出のチェルシーと､15-16シーズン以来の決勝進出のマンチェスター・ユナイテッドになった。両者は、チェルシーは、準決勝で､サウサンプトンを破り、マンチェスター・Uは、準決勝で､トッテナムを破り、決勝へやって来た｡試合は、前半22分に､アザールの独走ドリブルから､ユナイテッドDFのフィル・ジョーンズが､倒しチェルシーがPKを得る。そのPKをアザールが決め、1-0｡そして、その一点を残りの時間ずっと守ったチェルシーが勝利。
チェルシーが、去年の雪辱を果たして、11-12シーズン以来の優勝を果たした。
| FAカップ 2017-2018 優勝     |
| --------------------------- |
| チェルシーFC 6大会ぶり8回目 |